# ZAPU
ZAPU, Zimbabwe African People's Union, var en nationell befrielserörelse i Zimbabwe, ledd av Joshua Nkomo. Tillsammans med Zanu var ZAPU en av de drivande krafterna bakom den vita regimens fall i Rhodesia och upprättandet av staten Zimbabwe. ZAPU och Nkomo utmanövrerades dock av Robert Mugabe med dennes rörelse ZANU och slogs senare ihop till Zanu-PF.